# Ny Vänster (Kina)
Ny Vänster i Folkrepubliken Kina är en ideologisk tendens i opposition till kapitalism och de kinesiska ekonomiska reformerna till fördel för ett återinförande av maoistisk socialism, vilket inbegriper en större roll för statlig planering, utvidgning av statsägda företag och en förnyad anda av kollektivism. Den är också förbunden med ökad kinesisk nationalism efter en period av låg profil på den internationella arenan under Deng Xiaopings era. Den ses som en respons på Kinas problem allt sedan 1980-talets moderniseringskampanj, vilken har lett till ökad social ojämlikhet mellan kustprovinserna och inlandet samt mellan rika och fattiga.